# Les Aigles de sang
Les Aigles de Sang est le premier album de la série de bande dessinée Alix Senator. Elle est écrite par Valérie Mangin et dessinée par Thierry Démarrez, d’après l’œuvre de Jacques Martin, et a été éditée en septembre 2012 par Casterman.

## Synopsis
Rome, an 12 avant J.-C, Auguste devient l’empereur. Cependant, Lépide, le dernier rival d’Auguste et Agrippa, le gendre d’Auguste, sont tués par une attaque d’aigles, les oiseaux  de Jupiter. Dès l’annonce de la disparition d’Agrippa, beaucoup pensent qu’Auguste s’est débarrassé du seul homme assez populaire pour lui disputer le principat. Il faut arrêter ces mystérieux rapaces. Auguste demande à Alix de découvrir ce qui se cache derrière ces aigles meurtriers. 
Alix se lance alors dans l’enquête et trouve un Égyptien qui vend des rapaces de son pays.  Celui-ci parle du général Rufus, un ancien compagnon d’armes de César, qu’Auguste avait chargé de régler définitivement le cas de Césarion, le fils de Cléopâtre et de César. D’un autre côté, le fils d’Alix, Titus et son ami Khephren, sont allés au temple de Jupiter, et ont été attaqués par l’assassin d’Agrippa. 
Ainsi, on découvre les personnages qui avaient envoyé des aigles pour tuer Auguste. Certains se suicident en reproduisant la mort de Merula, le dernier prêtre de Jupiter. D'autres fuient vers l'Egypte, et César se retrouve dans le désert, donc la menace contre Alix et Auguste subsiste toujours.

## Personnages
- Alix, Gallo-Romain sénateur à Rome
- Titus, son fils
- Khephren, fils d'Enak, fils adoptif d'Alix et ami de Titus
- Auguste, premier empereur romain